# Mihovica
Mihovica je naselje u slovenskoj Općini Šentjerneju. Mihovica se nalazi u pokrajini Dolenjskoj i statističkoj regiji Donjoposavskoj regiji. 

## Stanovništvo
Prema popisu stanovništva iz 2002. godine naselje je imalo 130 stanovnika.